# Владета Јеротић
Владета Јеротић (Београд, 2. август 1924 — Београд, 4. септембар 2018) био је српски неуропсихијатар, психотерапеут, филозоф, књижевник и академик.
Јеротић је 2007. године формирао своју Задужбину и Библиотеку. Био је члан оснивач Удружења за културу, уметност и међународну сарадњу „Адлигат”, где је 2014. године формирао своју збирку.

## Биографија

### Детињство, младост и школовање
Владета Јеротић рођен је 2. августа 1924. године у Београду, у Задарској улици, као син јединац у чиновничкој породици. Прва два разреда основне школе завршио је у ОШ „Краљ Петар Први”, у истоименој улици, а друга два разреда у ОШ „Краљ Александар I”, у Дечанској улици. Након основне, уписао је Другу мушку гимназију, која се налазила на месту данашње зграде Политике. Гимназија је срушена до темеља за време априлског бомбардовања 1941. године.
Као дете, Владета је био, како сам себе у аутобиографији описује, живахан, немиран и непослушан дечак. Био је друштвен и разговоран, волео је спорт и биоскопе. У школи је најрадије слушао веронауку и историју, желећи да по завршетку гимназије упише Теолошки или Филозофски факултет. Међутим, пред крај школовања, пажњу му је привукла медицина, а након што је Владетином добром пријатељу нагло дијагностикована шизофренија одлучио је да медицину упише ради психијатрије.

#### Други светски рат
Владета је последње године гимназије завршавао у јеку Другог светског рата. У том периоду, живео је са својом породицом у стамбеној згради у Кондиној улици, где се породица затекла и 6. априла 1941. године за време бомбардовања Београда. У непосредној близини, у Хиландарској улици, била је и зграда Радио Београда, која је том приликом погођена. Током наредних неколико дана, прешао је са породицом прво на Вождовац, а потом у Кумодраж, склањајући се од немира и пожара. Јеротић је, у својој аутобиографији, истакао ужас који је по први пут осетио посматрајући са узвишице свој родни град у пламену. Са оцем је, након ових дешавања, једно време био у војсци у околини Краљева, Ужица и Чачка, али се убрзо вратио у Београд и 1942. уписао и осми разред гимназије. Матурирао је 1943. године. Након тога, до краја рата радио је као болничар-волонтер на хируршком одељењу Опште државне болнице у Београду, где је био грађански мобилисан. По завршетку рата, 1945. године, уписао је Медицински факултет Универзитета у Београду.

### Студије и каријера
На Медицинском факултету дипломирао је 1951. године. Специјализацију из неуропсихијатрије стекао је 1957. године и након тога, од 1958. до 1961, боравио је у Швајцарској, Немачкој и Француској, где је специјализовао психотерапију.
Своје прво запослење пронашао је на Универзитетској нервној клиници у Београду, где је радио као асистент до 1963. године. Тада прелази у болницу „Др Драгиша Мишовић”, на прво психотерапеутско одељење основано у Југославији код примаријуса др Владислава Клајна. Радећи на развоју психотерапије у Србији, готово 20 година био је начелник Психотерапеутског одељења. Ту је стекао велико искуство у раду са пацијентима и постао примаријус.
Од 1985. до пензионисања, као професор по позиву, предавао је пастирску психологију и медицину на Православном богословском факултету у Београду.
Академик проф. др Владета Јеротић развио је обимну и плодну публицистичку делатност из граничних области психоанализе, психотерапије, социологије, социјалне психијатрије и филозофије, као и у областима теологије и филозофије хришћанства и других религија (попут јудаизма, будизма и таоизма). Његова интересовања изнедрила су преко 70 књига и неколико стотина научних чланака. Такође је одржао бројна предавања на теме из поменутих области у готово свим већим градовима Југославије, а у последњим годинама у Београду и осталим градовима Србије.
Јеротића је занимао и утицај религије на психу и понашање човека. У својим радовима је писао да се људска психа састоји од три „паралелно и непрекидно активна” слоја, који се заснивају на веровањима и обичајима из паганизма, Старог завета или Новог завета.
Од 1984. године Јеротић је био члан Удружења књижевника Србије и редовни члан Медицинске академије и Српске академије наука и уметности (Одељења језика и књижевности). Био је и члан Српског лекарског друштва (психотерапеутска секција), Психотерапеутског друштва Југославије, као и Јунговог удружења у Београду.
Преминуо је у својој 94. години, 4. септембра 2018. године у Београду. Сахрањен је по сопственој жељи у породичној гробници на Новом гробљу у Београду.

## Наслеђе
Део Далматинске улице у Београду, од Таковске до Џорџа Вашингтона, назван је 2021. године по Владети Јеротићу.
О његовом животу и раду је 2025. објављена књига Владета Јеротић, харизматични дародавац аутора Бојана Јовановића.

## Збирка Владете Јеротића у Удружењу „Адлигат”
Владета Јеротић годинама је необавезно поклањао књиге Удружењу за културу, уметност и међународну сарадњу „Адлигат”, да би 2014. године и формално формирао своју збирку. Од 2017. године, када је спомен соба Миодрага Павловића у Музеју српске књижевности премештена у нове просторије, за збирку Владете Јеротић издвојен је посебан кутак у оквиру ове собе посвећене његовом куму и дугогодишњем пријатељу. Јеротић је о овом симболичном месту за његову збирку рекао „да се зна, памти и препричава како српски кумови могу да се заувек воле, другују и уважавају!”.
У кутку академика Јеротића налазе се два ормара са више хиљада књига које је за живота поклонио Удружењу, укључујући и књиге које је отац Владете Јеротић донео са Крфа након Првог светског рата, као и прва издања руског филозофа Берђајева, ретко српско ратно издање из Бизерте, прва издања Радета Драинца и Милана Ракића. Изложени су и лични предмети Јеротића, као што су оловке, наочаре, две стране рукописа и заједничке фотографије са кумом Миодрагом. Владета је после Павловићеве смрти често у његовој спомен соби, претходно спрат ниже, држао предавања, у оквиру којих се подсећао кумства и пријатељства са Миодрагом.
- Кутак Владете Јеротића у спомен соби Миодрага Павловића. На зиду је изложен један од рукописа Јеротића и две фотографије са Миодрагом.
- Један од два ормара у кутку Владете Јеротића. У ормарима су бројне књиге из његове личне библиотеке.
- Део збирке књига Владете Јеротића у његовом кутку у спомен соби Павловића.
- Књиге и један од рукописа Јеротића.
- Рукопис о љубави Владете Јеротића.

## Награде и признања
Добитник је више награда, између осталих и:
- Захвалница Матице српске, 1982.
- Повеља болнице „Др Драгиша Мишовић“, 1983.
- Повеља Српског лекарског друштва, 1993.
- Награда „Ђорђе Јовановић“, 1994.
- Награда „Лаза Костић“, 1997.
- Орден Светог Саве I степена, 2001.
- Награда Исидора Секулић 2003. године за књигу Путовања, записи, сећања
- Награда Доситеј Обрадовић 2013. године, за животно дело[9]
- Велика повеља Бранковог кола 2017. године[10]

## Дела (библиографија)

### Књиге
1. Личност младог наркомана – Београд: Институт за алкохолизам и наркоманију, 1974.
2. Психоанализа и култура – Београд: Бигз (библиотека XХ век), 1974.
3. Болест и стварање – Београд: Бигз (библиотека XХ Век), 1976.
4. Између ауторитета и слободе – Београд: Просвета, 1980.
5. Неуротичне појаве нашег времена – Београд: Коларчев народни универзитет, 1981.
6. Неуроза као изазов – Београд: Медицинска књига, 1984.
7. Психодинамика и психотерапија неуроза (са Миланом Поповићем) – Београд: Нолит, 1984.
8. Дарови наших рођака: I део – Београд: Просвета, 1984; II део – Београд: Просвета 1993.
9. Човек и његов идентитет – Горњи Милановац: Дечје Новине, 1988.
10. Јунг између истока и запада – Београд: Просвета, 1990.
11. Мистичка стања, визије и болести – Горњи Милановац: Дечје Новине, 1992.
12. Путовање у оба смера – Београд: Плато, 1992.
13. Како замишљам да бих разговарао са владиком Николајем Велимировићем – Шабац: Шабачко-ваљевска Епархија, 1993.
14. Разговори са православним духовницима – Врање: Књижевна Заједница „Борисав Станковић“, 1994.
15. Психолошко и религиозно биће човека – Нови Сад: „Беседе“, 1994.
16. Вера и нација – Београд: Терсит, 1995.
17. Само дела љубави остају – Београд: Манастир Хиландар, 1996.
18. Посете: одломци – Вршац: Ков, 1996.
19. Старо и ново у хришћанству – Београд: Источник, 1996.
20. Учење Светог Јована Лествичника и наше време – Београд: Арс Либри, 1996.
21. Учење Светог Исака Сирина и наше време – Београд: Арс Либри, 1997.
22. Учење Светог Марка Подвижника и други огледи – Београд: Арс Либри, 1998.
23. Духовни разговори – Ваљево: Глас Цркве 1997.
24. Хришћанство и психолошки проблеми човека- Београд: Богословски Факултет Спц, 1997.
25. Сликарство Светозара Самуровића – Ваљево: Ваљевац, 1998.
26. Индивидуација и/или обожење – Београд: Арс Либри, 1998.
27. Дарови наших рођака: III део, Просвета, Београд, 1999.
28. Моја путовања – Европа и Европљани, Партенон, Београд, 1999.
29. 50 питања и 50 одговора из хришћанске психотерапеутске праксе – Београд: Арс Либри, 2000.
30. Мудри као змије и безазлени као голубови – Београд: Гутенбергова Галаксија, 2000.
31. Нова питања и одговори из хришћанско-психотерапеутске праксе – Београд: Арс Либри, Бањалука: Бесједа, 2003.
32. Дарови наших рођака: IV део – Београд: Арс Либри, 2007.
33. О тајни – Београд: Арс Либри, 2017.

### Преводи
- Одабрана дела Сигмунда Фројда, књига 5, из културе и уметности (превели с немачког В. Матић, В. Јеротић, Ђ. Богићевић), Нови Сад: Матица српска, 1969 – 357 стр.; 23
- Одабрана дела Сигмунда Фројда, књига 8, Аутобиографија; Нова предавања за увођење у психоанализу (превели с немачког – прво дело – В. Јеротић и – друго дело – Н. Волф), Нови Сад: Матица српска, 1969 – 295 стр., 23
- Писма Сигмунда Фројда вереници – Психотерапија, 1, Загреб, 1975, 85-96.

### Студије и чланци
Академик Јеротић је објавио велики број студија и чланака. За списак кликните на прошири.
| - Прилог познавању хореје минор (В. Јеротић) Медицински подмладак. ISSN 0369-1527.4 (1950) 243-250. - Антабус – психозе (н. Волф, В. Јеротић) Српски архив за целокупно лекарство. ISSN 0370-8179. 1 (1955) 25-35. - Поводом случаја специјалне обдарености епилептичара (В. Јеротић, Б. Радојчић) Медицински гласник, ISSN 0375-9342. 6 (1955) 240-243. - Експерименталне психозе (H. Heimann, В. Јеротић) Неуропсихијатрија. ISSN 0047-9438. 3-4 (1962). 145-153, Загреб - 1964. Бука и нервни систем (В. Јеротић) Медицински гласник. ISSN 0375-9342. 12 (1964) 405-409. - Савремени медицински и социјални аспекти импотенције (В. Клајн, В. Јеротић, Н. Волф...(и др.) Медицински гласник. ISSN. 0375-9342. 10 (1966) 373-379. - Утицај филозофа егзистенције на савремену психијатрију (В. Јеротић) Гледишта. ISSN 0017-1166. 3 (1966) 423-427. - Неуропсихичка слика тровања сулфокарбонизмом (М. Поповић, В. Јеротић) Медицински гласник. ISSN. 0375-9342. 10 (1967) 379-382. - Уметност и психоанализа (В. Јеротић) Медицински гласник. ISSN 0375-9342. 1-2 (1967) 51-54. - Савремени погледи на индивидуалну психотерапију схизофреније (В. Јеротић) Медицински гласник. ISSN 0375-9342. 3-4. (1967) 66-77. - Савремени медицински и социјални аспекти фригидитета (В. Клајн, В. Јеротић, А. Ружић... (и др.) Медицински гласник. ISSN 0375-9342. 5 (1968) 133-139. - Савремени медицински и социјални аспекти хомосексуалности (В. Клајн, В. Јеротић, Н. Волф... (и др.)) Медицински гласник. ISSN 0375-9342. 12 (1968) 428-436. - Човек и савремена уметност (В. Јеротић) Филозофија. ISSN 0015-1866. 2 (1968) 151-165. - Акутне психогене реакције (В. Јеротић) Психологија. Љубљана: „Лек“, (1969). стр. 1-10. - О неким видовима испољавања породичне неурозе (В. Јеротић) Неуропсихијатрија. ISSN 0047-9438. 1 (1969) 31-35. - Психоанализа и религија (В. Јеротић) Философија. ISSN 0015-1866. 1 (1969). 87-101 - Аналитички приступ уметнику и његовом делу (В. Јеротић) Летопис Матице српске. ISSN 0025-5939. 6 (1970) 670-682. - Психодинамика и дијагностици и диференцијалној дијагностици психичких поремећаја (В. Клајн, В. Јеротић, Н. Волф) Неуропсихијатрија. ISSN 0047-9438. 1 (1970) 51-55. - Тешкоће у вези завршетка психоаналитичког лечења (В. Јеротић) Анали Завода за ментално здравље. ISSN 0350-1442. 2 (1970) 49-58. - Дроге у разним културама (В. Јеротић) Човек и дроге. Београд: Слобода, (1971). стр. 221-255. - О методама кратке психотерапије код нас (В. Клајн, В. Јеротић) Анали Завода за ментално здравље. ISSN 0350-1442. 2-3 (1971) 13-22. - Поводом једног случаја ексхибиционизма успешно леченог психотерапијом (В. Јеротић) - Психотерапија (Загреб). ISSN 0350-3186. 1 (1971) 63-74. - Развој теорије о сновима од Фројда до данас (В. Јеротић) Анали Заводи за ментално здравље. ISSN 0350-1442. 1 (1971) 31-35. - За мање или више активан став психотерапеута (В. Јеротић) Психотерапија (Загреб). ISSN 0350-3186. 2 (1972) 169-174. - Значај психодинамичких фактора у рехабилитацији психијатријских болесника (в. Клајн, В. Јеротић) Рехабилитација у психотерапији. Београд, 1972. - Психосоматске сметње у гинекологији //Анали Завода за ментално здравље. ISSN 0350-1442. 1 (1972) 85-91. - Утицај друштва на формирање ставова према сексуалности и агресивности у односу психотерапеут пацијент (В. Јеротић) Анали Завода за ментално здравље. ISSN 0350-1442. 1 (1972) 49-52. - Autoritas und Freiheitsprobleme in den psychotherapeutischen Bedingungen unserer Gesellschaft (V. Jerotic) Psychotherapy and Psychosomatics. ISSN. 24 (1973) 412-418. - Проблем ауторитета и слободе у психотерапеутским условима нашег друштва (В. Јеротић) Психологија (Београд). ISSN 0048-5705. 3-4 (1973) 149-154. - Стање и перспективе психотерапије као облика психијатријске заштите (В. Клајн, В. Јеротић, В. Вилхар, Ђ. Богићевић) Анали Завода за ментално здравље. ISSN 0350-1442. 4 (1973) 77-82. - Личност – њен развој и последице (В. Јеротић) Југословенска ревија за криминологију и кривично право. ISSN 0022-6076. 3 (1974) 433-444. - Раније психотерапије пацијената – разлог садашњем отпору (В. Јеротић) Психотерапија (Загреб). ISSN 0350-1442. 2 (1974) 153-158. - Психоанализа, аутоанализа и аутономија личности (В. Јеротић) Психотерапија (Загреб). ISSN 0350-1442. 2 (1975) 109-116. - О болестима нашег емотивног живота (В. Јеротић) О емоцијама, Београд: Коларчев народни универзитет, (1975). стр. 99-115. - Индивидуална психотерапија у клиничким условима (В. Јеротић) Психотерапија (Загреб). ISSN 0350-3186. 1 (1976) 39-44. - Критички осврт на психоаналитичку теорију стварања (В. Јеротић) Књижевна критика. ISSN 0350-4123. 4 (1976) 15-27. - Култура младих и њихови конфликти (В. Јеротић) Психијатрија данас. ISSN 0350-2538. 3-4 (1976) 259-266. - „Индивидуациони процес“ и психоза (В. Јеротић) Психијатрија данас. ISSN 0350-2538. 4 (1977) 473-481. - Интерпретација и личност терапеута (В. Јеротић) Психотерапија (Загреб). ISSN 0350-3186. 2 (1978) 133-138. - Кардијална неуроза (В. Јеротић, З. Ракић) Психијатрија данас. ISSN 0350-2538. 3-4 (1978) 425-430. - Проблем агресије у индивидуалној психотерапији (В. Јеротић) Семинар о агресији: зборник радова. Београд: Галеника, (1979). стр. 68-74. - Хипохондрија у другој половини живота (В. Јеротић) Семинар о хипохондрији: зборник радова. Београд: Галеника, (1979). стр. 46-49. - Индивидуална психотерапија клиничких синдрома (В. Јеротић, Т. Седмак) Зборник радова / Трећи конгрес психотерапеута Југославије. Београд, (1980). стр. 123-127. - Парацелсус – о филозофији и медицини (В. Јеротић) Савременик. ISSN 0036-519X. 6 (1980) 388-401. - Психоанализа и антипсихијатрија (В. Јеротић) Социологија. ISSN 0038-0318. 1-2 (1980) 127-131. - Структура схизофрене уметности (В. Јеротић) Градина. ISSN 0436-2616. 1 (1980) 29-33. - Психотерапеут и његова сенка (В. Јеротић) Психијатрија данас. ISSN 0350-2538. 3 (1980) 241-252. - Ћутање и тишина у психотерапији и стваралаштву (В. Јеротић) Књижевна критика. ISSN 0350-1423 Parameter error in {issn}: Invalid ISSN.. 5 (1980) 11-19. - Животна средина и психичко здравље (В. Јеротић) Човек, друштво, животна средина. Београд: САНУ, (1981). стр. 206-214. - Егзистенцијалистички и културолошки приступ депресији /В. Јеротић. Авалске свеске. ISSN 0352-8812. 4 (1981) 69-76. Свеска носи наслов: Психотерапија неуроза данас. - Нарцизам – развој и садашње стање (В. Јеротић) Психијатрија данас. ISSN 0350-2358 Parameter error in {issn}: Invalid ISSN.. 4 (1981) 281-287. - Психодинамика схизофреног процеса (В. Јеротић) Енграми. ISSN 0351-2665. 4 (1981) 97-103. - „Двојник“ Достојевског и тежња ка моћи (В. Јеротић) Зборник за славистику. ISSN 0350-0470. 23 (1982) 21-31. - Допринос К. Г. Јунга етиологији психоза (В. Јеротић) Психологија (Београд). ISSN 0048-5705. 1-2 (1982) 149-152. - Љубав као индивидуација (В. Јеротић) Градина. ISSN 0436-2616. 10-11 (1982) 40-47. - Нека психолошка разматрања код Бановић Страхиње (В. Јеротић) Градина. ISSN 0436-2616. 2 (1982) 78-84. - Осврт на проблем љубоморе (В. Јеротић) Српски архив за целокупно лекарство. ISSN 0370-8179. 12 (1982) 1379-1385. - Утицај психоаналитичке теорије снова на модерни роман (В. Јеротић) Књижевност. ISSN 0023-2408. 6 (1982) 696-704. - Карл Густав Јунг и алтернативна психијатрија (В. Јеротић) Енграми. ISSN 0351-2665. 3-4 (1983) 63-67. - Криза као изазов и шанса за исповест и покајање (В. Јеротић) Богословље. ISSN 0006-5714. 1-2 (1983) 1-10. - Граница и домет динамичке психијатрије у лечењу психосоматских болесника (В. Јеротић) Психотерапија (Загреб). ISSN 0350-3186. 1-2 (1984) 27-35. - Јасперсово схватање психотерапије (В. Јеротић) Видици (Београд). ISSN 0506-8797. 4-5 (1984) 85-98. - Архетипови у детињству (В. Јеротић) Психијатрија данас. ISSN 0350-2538. 4 (1985) 435-444. - Границе психотерапије – антрополошке и медицинске (В. Јеротић) Психијатрија данас. ISSN 0350-2538. 1-2 (1985) 137-143. - Потреба и значај религије за човека (В. Јеротић) Богословље. ISSN 0006-5714. 1-2 (1985) 7-16. - Психијатрија и култура (В. Јеротић) Авалске свеске. ISSN 0352-8812. 7 (1985) 83-91. - Доживљај времена у психоанализи и аналитички оријентисаној психотерапији (В. Јеротић) Психијатрија данас. ISSN 0350-2538. 1 (1986) 5-12. - Сусрети са Исидором Секулић (В. Јеротић) Зборник историје књижевности. ISSN 0084-5183. 11 (1986) 51-60. - Тешкоће у стационарној аналитички оријентисаној психотерапији (В. Јеротић, М. Вуков) Психијатрија данас. ISSN 0350-2538. 2-3 (1986) 243-251. - Човек од страха (В. Јеротић) (О зависностима) приредила Весна Малишић. Београд: Партизанска књига, (1986). стр. 173-191. - 1987. Култура и неурозе (В. Јеротић) Књижевност. ISSN 0023-2408. 2 (1987) 228-238. - Потреба за идентификацијом и отпор ауторитету у току психотерапије младих (В. Јеротић) Психијатрија данас. ISSN 0350-2538. 3 (1987) 255-261.. Књ. 1, стр. - Психозе и литература (В. Јеротић) Психијатрија данас. ISSN 0350-2538. 1-2 (1987) 109-119. - Атеизам и модерне религије као изазов пастирској делатности (В. Јеротић) Богословље. ISSN 0006-5714. 1-2 (1988) 50-54. - La dependance a l'egard des substances nocives: la responsabilite des eglises (V. Jerotic) Addiction: Churches' responsibility. Bossey: Ecumenical Institute, (1988). стр. 55-58. - Иконокластија и оживљавање слике (В. Јеротић) Градац. ISSN 0351-0379. мај-октобар (1988) 132-139. - Магија и магијско у савременој медицини (В. Јеротић) Архив за историју здравствене културе Србије. ISSN 0351-3793. 1-2 (1988) 171-175. - Свети Сава и савремена омладина (В. Јеротић) Теолошки погледи. ISSN 0497-2597. 3-4 (1988) 195-203. - Страх и религија (В. Јеротић) Богословље. ISSN 0006-5714. 1-2 (1988) 101-126. - Чудотворно лечење у медицини – психолошки и теолошки приступ (В. Јеротић) Архив за историју здравствене културе Србије. ISSN 0351-3793. 1-2 (1988) 69-74. - Компензаторна и стваралачка улога имагинативног у животу човека (В. Јеротић) Српска фантастика: зборник радова. Београд: САНУ, (1989). стр. 33-40. (Научни скупови САНУ; 44. Одељење језика и књижевности; 9). - Психијатрија и религија (В. Јеротић) Психијатрија. Београд: Медицинска књига...(итд.), 1989. Књ. 1. стр. 583-602. - Психопатологија /Карл Јасперс; поговор В. Јеротић. – 2. издање – Београд: просвета, (1989). стр. 837-851. - Етичке дилеме и одговорност психотерапеута (В. Јеротић) Авалске свеске. ISSN 0352-8812. 9 (1990) 57-64. - Неуроза као шанса за сазревање (В. Јеротић) Психијатрија данас. ISSN 0350-2538. 3-4 (1990) 253-263. - Психолошка и теолошка одређења човека као задатак пастирске психологије (В. Јеротић) Богословље. ISSN 0006-5714. 1-2 (1990) 43-51. - Фројдова радикална сумња и хришћанство (В. Јеротић) Фројдов антрополошки песимизам /приредио - Бојан Јовановић. Београд: Дом културе „Студентски град“, (1990). стр. 9-21. (Библиотека Трећи миленијум). - Етички аспекти психотерапије (В. Јеротић) Трећи програм – Радио Сарајево. ISSN 0351-0913. 70 (1991) 39-46. - Етнопсихолошки аспект сеоба (В. Јеротић) Етнопсихологија данас / приредио Бојан Јовановић. Београд: Дом културе „Студентски град“, (1991). стр. 191-131. (Библиотека Трећи миленијум). - Ја, психологија и религија (В. Јеротић) Психологија (Београд) ISSN 0048-5705. 1-2 (1991) 57-67. - Психијатрија, психотерапија и религија (В. Јеротић) Гледишта. ISSN 0017-1166. 1-2 (1991) 96-104. - Руска софиологија и православље (В. Јеротић) Православље између неба и земље. Ниш: Градина, (1991). стр. 119-126. (Библиотека Ђордано Бруно). - Хришћанска вера и реинкарнација (В. Јеротић) (Гласник) Српска православна црква. ISSN 0017-0925. 7 (1991) 120-124. - Адолесцент и религија (В. Јеротић) (Психоаналитичка психотерапија деце и младих) уредник Невенка Тадић. Београд: Научна књига, (1992). стр. 32-37. - Моћ и немоћ зла у животу човека (В. Јеротић) (Тамна страна људске природе) приредио Бојан Јовановић. Београд: Дом културе „Студентски град“, (1992). стр. 19-26. (Библиотека Трећи миленијум). - Сеобе као психолошки и антрополошки проблем (В. Јеротић) (Catena mundi) приредио и copyright Предраг Р. Драгић, Кијук. Краљево: Ибарске новости (итд.), 1992. Књ. 1, 17-21. - Трансфер и контратрансфер (В. Јеротић) (оданост терапеут – пацијент) приредили П. Опалић и М. Поповић. Београд: Научна књига, (1992). стр. 53-60. - Библија и снови између Старог и Новог века (В. Јеротић) (Гласник) Српска православна црква. ISSN 0017-0925. 2 (1993) 30-37. - Етика у психоанализи и хришћанству, Теолошки погледи, 1-4 - Духовност и толеранција (В. Јеротић) Култура (Београд). ISSN 0023-5164. 1 (1993) 53-59. - Индивидуациони процес у учењу К. Г. Јунга и појам „обожења“ у хришћанству (В. Јеротић) Беседа (Нови Сад). 1-4 (1993) 191-206. - Православље и Запад (В. Јеротић) (Српска Византија) приредио Бојан Јовановић. Београд: Дом културе „Студентски град“, (1993). стр. 11-19. (Библиотека Трећи миленијум). - Религиозни живот у старости приредио Бојан Јовановић. Београд: Дом културе „Студентски град“, (1992). стр. 19-26. (Библиотека Трећи миленијум). Геронтологија. 2 (1993) 148-155. - Укорењивање и искорењивање српског народа (В. Јеротић) Свети кнез Лазар. 3 (1993) 59-73. - Духовност и икона, Богословље, 1-2. - Душевна хигијена и религија: чинилац здравља и превенције кардиоваскуларних обољења (В. Јеротић) Кардиологија. Београд: Завод за издавачку делатност, (1994). стр. 270-275. - Етички изазови у индивидуалној психотерапији аналитички оријентисаној (В. Јеротић) Психотерапија данас. 1 (1994) 89-93. - Наш савременик Шекспир и наш Ричард III (В. Јеротић) Књижевност. ISSN 0023-2408. 10-11 (1994) 948-958. - Нихилизам и хришћанство (В. Јеротић) Летопис Матице српске. ISSN 0025-5939. 5 (1994) 645-668. - Одговорност интелектуалаца у тумачењу традиције (В. Јеротић) Зборник филозофско-књижевне школе. Крушевац: Багдала, (1994). стр. 149-153. - Психолошки портрет Николе Тесле (В. Јеротић) Теслиана. 2-3. (1994) 12-21. - Свето и лепо у стваралаштву мистичара (В. Јеротић) Естетско и свето. Ниш: Градина, 1994. 13-27. - Скривени Бог (В. Јеротић) Српски књижевни гласник. Сер. 3. ISSN 0354-2769. 5-8 (1994) 57-66. - Брачни проблеми психотерапеута – Психотерапија данас, 3-4, Београд - Како хришћанство гледа на депресију – Клиника за психијатрију КБЦ „Др Драгиша Мишовић“, Београд. - Душевна хигијена и значај вере за човека – у књизи „Религија и душевни живот човека“, Завод за болести зависности, Београд. - О „приватној религиозности“ међу хришћанима – Свети кнез Лазар, 2-3, Призрен. - Како помоћи ближњем – Хришћанска мисао, 7-12, Београд. - Туга, страх, љубав у поезији Драгана Колунџије, есеј у књизи, „Дневник затвореника у ружи“ – Драган Колунџија, Просвета, Ниш. - Херувимске тајне или тајне херувизма – Летопис Матице српске, октобар, Нови Сад. - Сигуран сам да сам несигуран – Источник, 14-16, Београд. - Човек у ванредним условима живљења, – Психологија, 1-2, Београд. - Људско стваралаштво и зло, – Зборник филозофско-књижевне школе, Крушевац, Багдала. - Психијатрија/Психотерапија и религија, у књизи: „Психијатрија и религија“, Неуропсихијатријска болница, Вршац. - Креативни конфликт, у књизи: „Ка филозофији уметности“, – у спомен Милану Дамјановићу, Београд: Универзитет уметности у Београду/Естетичко друштво Србије. - Откуд превере у балканских народа – Књижевност, 11-12, Београд. - Наука и религија, Гледишта, 3-4, Београд. - Правила светог Григорија Ниског са гледишта савремене динамичке психологије, Богословље, 1-2, Београд. - Исихазам данас, Градина, 1-2, Ниш. - Стефан Немања и свети Симеон Мироточиви, Хришћанска мисао, 5-8, Београд. - Руска оригинална мисао у религији, Освит, 16, Лесковац. - Да ли се народи мењају кроз историју, у: Зборник Матице српске за друштвене науке, Нови Сад. - Учење дијалогу и толеранцији, у књизи „Религија, црква, нација“, Јунир, Ниш. - Београд у српској духовности, у књизи „Србија“, Еко-плус, Београд. - Атеизам као изазов хришћанству, у књизи „Искушења атеизма“ (приредио Драгољуб Ђорђевић), Градина, Јунир, Ниш. - Улога религије у рехабилитацији психијатријских болесника, Психијатрија данас, 3-4, Београд. - С Павићем, последњи пут у Цариграду, Књижевност, 1-2, Београд. - Три хиљаде година Јерусалима, Даница, Вукова задужбина, Београд. - О комуникацији, Физикална терапија (часопис за физиотерапију и радне терапеуте), јануар, Београд. - Црква-породица-школа, Свети кнез Лазар, 1, Призрен - Критички приступ астрологији, Српски Сион, 1, Сремска Митровица. - Чудотворно лечење у медицини и Света гора, у књизи „Друга казивања о Светој гори“, Просвета, Београд. - Хришћанство и акваријанство, Зборник крушевачке филозофско-књижевне школе, Багдала, Крушевац. - Коме смо битни, Књижевност, 5-6, Београд. - О психолошким коренима секти и секташења, Источник, пролеће, Београд. - Узмак културе, Багдала, април-јун, Крушевац. - Апокалипсис – Апокалиптичка ишчекивања (хришћанско виђење), Светило (мала православна библиотека), Београд. - Сећања на Милана Дамњановића, Књижевност, 7-8, Београд. - Шта сада говоре Црногорци, Књижевност, 11-12, Београд. - Стваралаштво у православљу, Летопис Матице српске, 10, Нови Сад. - хришћанство, култура и алтруизам, у књизи „Васпитање и алтруизам“, Институт за педагошка истраживања, Београд. - Страх од смрти у старости, Зборник V Геронтолошког конгреса Југославије, Београд. - Житије краља Драгутина, Грех и искупљење, Рачански Зборник, 3, Бајина Башта. - Is it possible to Speak about the Collective Guilt of one Nation as a whole?, Regional contact, II, No 13, University of Maribor, Slovenia. - Понављање или промена?, Свети кнез Лазар, 1. Призрен - О вредности и месту молитве у православној хришћанској религији, Јефимија, 8-9, Трстеник. - Како читам песме Стевана Раичковића, Књижевност, 5-6, Београд. - Страх од смрти у старости, Социјална мисао, 2, Београд. - „Нови кључеви за 21. век“ – поезија Србољуба Митића, у књизи „Божија књига Србољуба Митића“, Апостроф, Београд. - Мудри као змије и безазлени као голубови, Летопис Матице српске, новембар, Нови Сад. - О уметности и светости, Исидоријана, 5, Београд. - Света гора у духовном и политичком животу Срба, Наше стварање, 4, Лесковац. |